# Internazionali di Tennis di San Marino 1999 - Qualificazioni doppio
Le qualificazioni del doppio  dell'Internazionali di Tennis di San Marino 1999 sono state un torneo di tennis preliminare per accedere alla fase finale della manifestazione. I vincitori dell'ultimo turno sono entrati di diritto nel tabellone principale. In caso di ritiro di uno o più giocatori aventi diritto a questi sono subentrati i lucky loser, ossia i giocatori che hanno perso nell'ultimo turno ma che avevano una classifica più alta rispetto agli altri partecipanti che avevano comunque perso nel turno finale.
Le qualificazioni del doppio del torneo Internazionali di Tennis di San Marino 1999 prevedevano 3 coppie partecipanti di cui una è entrata nel tabellone principale.

## Teste di serie
1. Karim Alami /  Julián Alonso (Qualificati)

1. Régis Lavergne /  Lovro Zovko (ultimo turno)

## Qualificati
1. Karim Alami  /   Julián Alonso

## Tabellone

### Legenda
| - Q = Qualificato - WC = Wild card - LL = Lucky loser | - ALT = Alternate - SE = Special Exempt - PR = Protected Ranking | - w/o = Walkover - r = Ritirato - d = Squalificato |

|  | Primo turno | Primo turno                       | Primo turno                       | Primo turno | Primo turno |  |  | Ultimo turno | Ultimo turno               | Ultimo turno               | Ultimo turno | Ultimo turno |  |
|  |             |                                   |                                   |             |             |  |  |              |                            |                            |              |              |  |
|  |             |                                   |                                   |             |             |  |  |              |                            |                            |              |              |  |
|  |             |                                   |                                   |             |             |  |  | 2            | Régis Lavergne Lovro Zovko | Régis Lavergne Lovro Zovko | 3            | 4            |  |
|  | 2           | Régis Lavergne Lovro Zovko        | Régis Lavergne Lovro Zovko        | 6           | 6           |  |  | 1            | Karim Alami Julián Alonso  | Karim Alami Julián Alonso  | 6            | 6            |  |
|  |             | Massimo Ghiselli Antonello Magris | Massimo Ghiselli Antonello Magris | 0           | 1           |  |  |              |                            |                            |              |              |  |